# 晓澳镇
晓澳镇是福建省福州市连江县下辖的一个镇，位于闽江口和敖江口交汇处，其东侧为马祖列岛，陆地面积19平方公里。下辖3个居委会和4个行政村。镇政府驻地在晓澳村。拥有浅海面积86307亩，滩涂可养面积15985亩，垦内养殖面积2500亩。

## 行政区划
晓澳镇下辖以下地区：
晓兴社区、晓江社区、晓锋社区、百胜村、道沃村、长沙村和赤湾村。